# کراوارا
کراوارا (به لهستانی:  Krawara) یک روستا در لهستان است که در گمینا خلویسکا واقع شده‌است.
 کراوارا  ۴۰ نفر جمعیت دارد.